# Троґломорфність

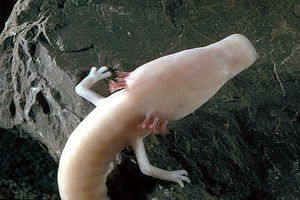
Протей європейський — ендемічний мешканець підземних озер у балканських печерах, типовий стиґолфіл. Зверніть увагу на депігментацію, втрату очей, звужену форму тіла.

Троґломорфність — явище екоморфологічної адаптації живих організмів до підземних умов існування: у печерах та інших підземних порожнинах і загалом в  гіпогеї.
Троґломорфність характерна переважно для троґлобіонтів і значно меншою мірою для троґлофілів. Так само вона характерна для стиґобіонтів і майже не виразна у стиґофілів.

## Складові троґломорфності
Троґломорфність — одна з найпомітніших особливостей троґлобіонтів. Вона проявляється у
формування специфічних пристосувань до життя в афотичній зоні, в умовах низьких температур, обмеженого простору і дефіциту трофічних ресурсів.

Голова сліпака Spalax microphthalmus — підземного гризуна: зверніть увагу зрощені повіки

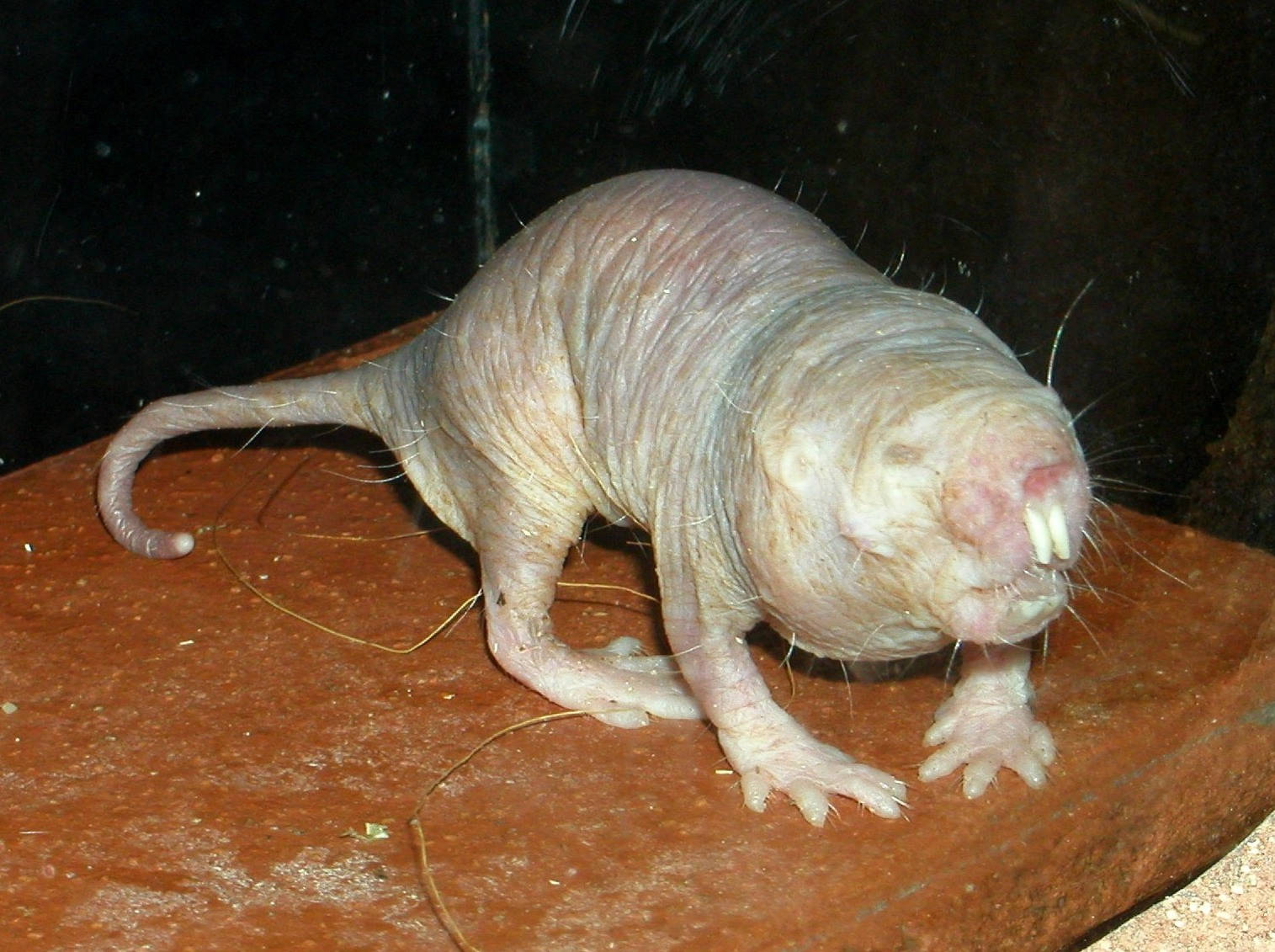
Землекоп голий (Heterocephalus glaber) — постійний мешканець гіпогеї

Найчастіше троґломорфність проявляється у наступному:
- депігментація (часткова або повна)
- редукція органів зору (або їхня повна втрата)
- значний розвиток специфічних органів чуття (вібриси, щетинки, ехолокація, тектонічні звуки, «посилена» бічна лінія тощо)
- зменшені розміри тіла (порівняно з наземними аналогами)
- видовжена форма тіла

## Приклади у фауні України
Ознаки троґломорфності має низки видів тварин фауни України. серед прикладів можна назвати:
- турунів-дюваліусів (Duvalius) з ознаками депігментації, малими розмірами, видовженою формою тіла, редукцією очей[1];
- гризунів-землериїв роду сліпак (Spalax) з виразною депігментацією, розвитком вібрисів і втратою очей;
- стиґобіонтних ракоподібних-амфіпод (Amphipoda) з депігментованими покривами і втраченим зором.